# Ferrari F1-2000
A Ferrari F1-2000 egy Formula–1-es versenyautó, amellyel a Scuderia Ferrari versenyzett a 2000-es Formula–1 világbajnokság során. Pilótái Michael Schumacher és a csapatnál újonc Rubens Barrichello voltak. A csapat ebben az évben 21 év után végre egyéni világbajnoki címet szerzett Schumacher által.

## Áttekintés
Az autó az előző évi modellek továbbfejlesztett változata volt. Ugyanazt a sebességváltót használta, jelentősebb módosítás a beltartalom terén a motorban volt, amelynek égéstér-geometriája 75 fokosról 90 fokosra nőtt. Ennek köszönhetően az egész autó tömegközéppontja lejjebb kerülhetett. A cél az volt, hogy jobb legyen a súlyeloszlás, és így az autó kezelhetősége javuljon, a tömege pedig csökkenjen. Külsőre a legszembeötlőbb különbség az első szárnyon az orr-rész alatt található laposabb terület. Javítottak a hűtési rendszeren, az oldaldobozok kisebbek és kerekebbek lettek.
A szezon kezdetén Schumacher sorozatban három futamot is megnyert, ezután gyengébb időszak következett. Történt ez azért is, mert a Ferrari jobban koptatta a gumikat a rivális McLarennel szemben. A McLaren azonban ebben az évben kevésbé volt megbízható, hiába volt gyors. Az F1-2000 folyamatosan kapta a fejlesztéseket, melyek főként a szárnyakat érintették, és a bargeboard-ok méretét is megnövelték.
Annak ellenére, hogy a szezon közepén történt egy teljesítménybeli visszaesés, és Schumacher sorozatban három versenyen is kiesett, mégis képes volt az idény végén bebiztosítani a világbajnoki címet mind magának, mind a csapatnak. Ezzel kezdődött el a 2000-es évek Ferrari-dominanciája.
Az autó szerepel az F1 2020 videójáték Deluxe Schumacher Edition változatában.

## Eredménylista
(félkövérrel jelölve a pole pozíció; dőlt betűvel a leggyorsabb kör)
| Év   | Csapat                    | Motor           | Gumik | Pilóták            | 1   | 2   | 3   | 4   | 5   | 6   | 7   | 8   | 9   | 10  | 11  | 12  | 13  | 14  | 15  | 16  | 17  | Pontok | Helyezés |
| ---- | ------------------------- | --------------- | ----- | ------------------ | --- | --- | --- | --- | --- | --- | --- | --- | --- | --- | --- | --- | --- | --- | --- | --- | --- | ------ | -------- |
| 2000 | Scuderia Ferrari Marlboro | Ferrari 049 V10 | B     |                    | AUS | BRA | SMR | GBR | ESP | EUR | MON | CAN | FRA | AUT | GER | HUN | BEL | ITA | USA | JPN | MAL | 170    | 1.       |
| 2000 | Scuderia Ferrari Marlboro | Ferrari 049 V10 | B     | Michael Schumacher | 1   | 1   | 1   | 3   | 5   | 1   | KI  | 1   | KI  | KI  | KI  | 2   | 2   | 1   | 1   | 1   | 1   | 170    | 1.       |
| 2000 | Scuderia Ferrari Marlboro | Ferrari 049 V10 | B     | Rubens Barrichello | 2   | KI  | 4   | KI  | 3   | 4   | 2   | 2   | 3   | 3   | 1   | 4   | KI  | KI  | 2   | 4   | 3   | 170    | 1.       |

## Fordítás
Ez a szócikk részben vagy egészben  a   Ferrari F1-2000 című angol Wikipédia-szócikk ezen változatának fordításán alapul.  Az eredeti cikk szerkesztőit annak laptörténete sorolja fel. Ez a jelzés csupán a megfogalmazás eredetét és a szerzői jogokat jelzi, nem szolgál a cikkben szereplő információk forrásmegjelöléseként.